# Dirigente Unico
Il Dirigente Unico (abbreviato DU) è una figura professionale delle ferrovie italiane a cui è affidata la gestione della circolazione dei treni di un'intera tratta commerciale. 
Il primo DU italiano ha iniziato la sua attività sulla ferrovia Urbino-Fabriano nel 1926. In conseguenza dell'entrata in funzione di sistemi di circolazione più evoluti tale figura è praticamente scomparsa.

## Gestione del traffico
La decisione di immettere un treno in una tratta fra una stazione e un'altra, specialmente in linee a semplice binario, richiede la certezza che eventuali treni precedenti ne siano usciti e che nessun altro treno venga inviato in senso opposto. A tale compito sono preposti i capistazione (detti anche Dirigenti Movimento). Con l'ausilio di strumentazioni e di tecnologie sempre più complesse e articolate inviano i treni da una stazione all'altra applicando uno schema teorico di circolazione detto orario ferroviario. Quando lo schema, per motivi vari, non può essere aderente alle previsioni, i capistazione devono porre in atto, sul territorio di loro competenza, i provvedimenti necessari alla gestione delle problematiche contingenti.  
Per decidere quale treno inviare e quale trattenere si richiede la conoscenza della situazione del traffico dell'intera linea. Quando ancora le comunicazioni si limitavano al telegrafo o al telefono, tale conoscenza era compito del capostazione ma la difficoltà connessa all'aumento del traffico ha richiesto l'istituzione della figura del Dirigente Centrale con funzioni di coordinamento e informazione allo scopo di rendere fluida la marcia dei treni. Su alcune linee a traffico modesto tale figura era surrogata dal dirigente unico.

## Economie di esercizio
Un problema delle aziende ferroviarie è il contenimento dei costi. La manovra dei deviatoi che permette lo spostamento dei rotabili da un binario ad un altro è affidata ad agenti che abbiano superato determinati esami di abilitazione, in genere i capistazione.
Per le linee a scarso traffico si pensò quindi di eliminare la figura del capostazione presente in ciascuna stazione sostituendola con figure di livello inferiore o esterne a contratto specifico che vennero definite assuntori ed in seguito anche "ausiliari" o "operatori" il cui compito si limitava alle pulizie, alla vendita di biglietti, alla manovra di passaggi a livello e dei segnali oltre alla custodia delle chiavi dei fermadeviatoi affidando l'intera dirigenza di una linea secondaria o a scarso traffico a una nuova figura professionale unica detta appunto "Dirigente Unico".
In una stazione non gestita da capostazione, le disposizioni per le operazioni necessarie vengono date dal Dirigente Unico all'operatore con dispacci numerati. Se le operazioni prevedono l'ingresso di due treni in stazione l'operatore deve predisporre l'itinerario di arrivo per il primo treno. Quando questo è giunto il capotreno "assume il controllo" della stazione e dirige le operazioni relative all'arrivo e alla partenza del secondo treno (in genere incrociante). Quindi predispone le operazioni per la partenza del proprio treno e ne ordina la partenza al macchinista.
Le operazioni di arrivo e partenza possono essere effettuate con il movimento manuale dei deviatoi e un articolato sistema di chiusura di serrature dei fermadeviatoi oppure per mezzo di manipolazioni di apparati centrali se presenti e quando l'operatore sia abilitato alla manovra degli stessi.

## L'operato e i compiti del D.U.
Tutte le operazioni relative alla circolazione dei treni vengono coordinate, per tutte le stazioni della linea interessata, da una sola persona, il dirigente unico. A lui fanno capo sia l'assuntore che il capotreno nello scambio dei dispacci di movimento e di altri dispacci che permettono la corretta e sicura gestione del movimento dei treni. Il dirigente unico è quindi un particolare tipo di capostazione che, tramite i vari operatori, dirige una serie di stazioni come se fosse un unico impianto di dimensioni allargate e fornita di numerosi binari, di molti deviatoi, di tanti segnali e di passaggi a livello.
Oltre alla dispaccistica corrente il D.U. decide le successioni dei treni, quale treno "favorire" nel caso di inconvenienti e ritardi. Inoltre è suo compito informare con le dovute procedure, sia gli operatori in linea che altre figure professionali sulla circolazione dei treni, su quale sarà la programmazione dei convogli nella giornata e in quelle successive in caso di treni straordinari o di soppressione di corse. Tutte queste (e altre) attività sono, in genere, svolte per mezzo del telefono e registrate per iscritto con numeri progressivi e di controllo su un apposito registro dei fonogrammi.

## Limiti e abbandono del sistema
L'articolazione delle attività e la scarsità dei mezzi a disposizione non consente che un D.U. possa gestire il traffico su linee con molti treni o con traffico molto variegato.
Con l'avanzare della tecnologia elettromeccanica ed elettronica l'uso del sistema di circolazione a D.U. è diminuito fino quasi a scomparire per cedere definitivamente il passo alla figura del Dirigente Centrale Operativo (D.C.O.) che, disponendo dei dispositivo di comando a distanza, riesce a compiere tutte le operazioni del D.U. e senza il bisogno di altri collaboratori con diminuzione sostanziale dei costi per risorse umane e di contro con una efficienza superiore.